# Cresson, Texas
Cresson är en ort i Hood County, Johnson County, och Parker County, i Texas. Vid 2010 års folkräkning hade Cresson 741 invånare.